# مايكو ايتو
مايكو ايتو (بالكانا:いとう まいこ) هي مغنية وممثلة يابانية، ولدت في 1964 في اليابان.

## وصلات خارجية
- مايكو ايتو على موقع IMDb (الإنجليزية)
- مايكو ايتو على موقع ألو سيني (الفرنسية)
- مايكو ايتو على موقع ميوزك برينز (الإنجليزية)
- مايكو ايتو على موقع أول ميوزيك (الإنجليزية)
- مايكو ايتو على موقع ديسكوغز (الإنجليزية)
- مايكو ايتو على موقع قاعدة بيانات الفيلم (الإنجليزية)
- مايكو ايتو على موقع كينوبويسك (الروسية)